# God zij met ons Suriname
God zij met ons Suriname (in italiano: Dio stia con noi, Suriname; in sranan tongo: Opo Kondremam; in francese: Dieu soit avec nous, Surinam; in inglese: God be with us Suriname; in giavanese: Sang pangerán moga nulungi awaké dheké Suriname; in bahasa indonesia: Tuhan bersama Suriname kita) è l'inno nazionale del Suriname, ufficializzato da un ordine governamentale il 15 dicembre 1959.
La prima strofa, in neerlandese, fu scritta il 1898, dal pastore Cornelis Atses Hoekstra. La seconda strofa, scritta nel dialetto Sranantongo, fu composta dal poeta neoromantico Henri Frans de Ziel (1916–1975, noto anche con lo pseudonimo Trefossa)
La melodia, composta nel 1876 da Johannes Corstianus De Puy (1835–1924), fu all'inizio la versione ufficiale. Una nuova melodia, poi abbandonata, intitolata Welkon, fu composta da Johannes Nicolaas Helstone (1853–1927).

## Testo
1ª strofa, in neerlandese:
God zij met ons Suriname 

Hij verheff'ons heerlijk land 

Hoe wij hier ook samen kwamen 

Aan zijn grond zijn wij verpand 

Werkend houden w'in gedachten 

Recht en waarheid maken vrij 

Al wat goed is te betrachten 

Dat geeft aan ons land waardij 
2ª strofa, in sranan tongo
Opo, kondreman un opo! 

Sranangron e kari un. 

Wans ope tata komopo 

Wi mu seti kondre bun. 

Stre def stre, wi no sa frede. 

Gado de wi fesiman. 

Heri libi, te na dede 

Wi sa feti, gi Sranan!

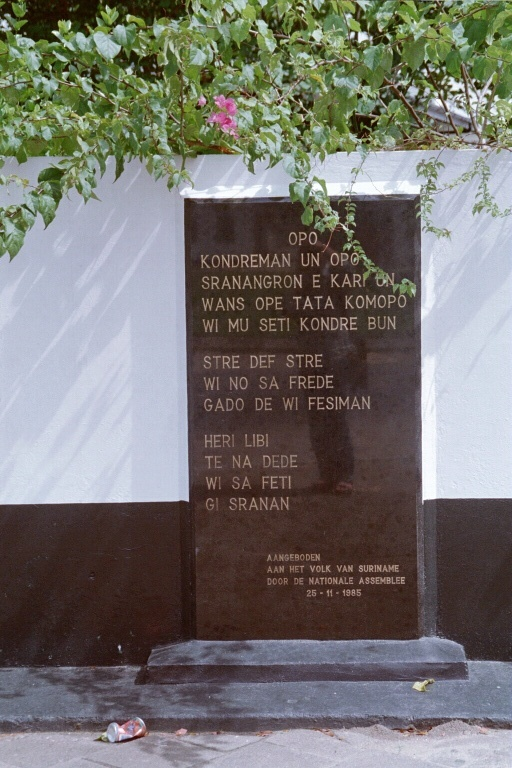
La strofa in Sranan dell'inno nazionale nel muretto del Parlamento surinamese (De Nationale Assemblée), a Paramaribo

Traduzione italiana della 1ª strofa:
Dio sta con noi, Suriname

Lui alzò nostro adorabile regno

Senza embargo veniamo qui giunti 

Siamo dedicati a questa terra

Lavorando teniamo in mente,

Che la giustizia e la verità ci fanno liberi

Tutto ciò che è buono, lo dobbiamo fare

Affinché valorizzi la nostra terra.
Traduzione italiana della 2ª strofa:
Alzate, figli della nazione alzate!

Il suolo del Suriname vi chiama.

Siete di dove sono vostri antenati

Dobbiamo badare al nostro paese.

Non ci fa paura lottare

Dio è nostro capo.

Tutta nostra la vita, fino alla morte,

Lotteremo per il Suriname!
Testo dell'inno nazionale Suriname's trotsche stroomen, ufficializzato dal 1893 al 1959:
Suriname's trotsche stroomen, 

Suriname's heerlijk land,
 
Suriname's fiere boomen, 

Trouw zijn wij aan u verpand. 

Mochten weer de vlooten varen, 

Dat de handel welig bloei', 

Dat fabrieken welvaart baren, 

Dat hier alles welig groei'. 

God zij met ons Suriname 

Hij verheff' ons heerlijk land! 

Doch dat elk zich dan ook schame 

Die zijn eere maakt te schand' 

Recht en waarheid te betrachten 

Zeed'lijk rein en vroom en vrij 

Al wat slecht is te verachten 

Dat geeft aan ons land waardij!